# NGC 1162
NGC 1162 (другие обозначения — MCG −2-8-36, PGC 11274) — эллиптическая галактика (E) в созвездии Эридана. Открыта Уильямом Гершелем в 1785 году. Описание Дрейера: «тусклый, звездоподобный объект круглой формы, немного более яркий в середине».
Этот объект входит в число перечисленных в оригинальной редакции «Нового общего каталога».
На фотографиях эта эллиптическая галактика имеет яркое ядро, слегка вытянутое в направлении с восток-северо-востока на запад-юго-запад, с более тусклой внешней оболочкой. Визуально в любительский телескоп она умеренно яркая и почти круглая, с яркой, хорошо очерченной оболочкой, у которой в центре видно широкое световое пятно. Радиальная скорость: 3900 км/с. Расстояние: 174 млн световых лет. Диаметр: 81 тыс. световых лет.
Галактика, в отличие от большинства изолированных галактик ранних типов, демонстрирует значительный положительный радиальный градиент возраста звёзд: население центрального региона (с расстоянием до центра менее 1⁄8 эффективного радиуса галактики, составляющего 4,3 кпк) имеет средний возраст 6,8 ± 0,4 млрд лет, тогда как в периферийных частях средний возраст звёзд более 10 млрд лет. Металличность [Z/H], напротив, имеет существенный отрицательный радиальный градиент. Относительно молодое население центра означает, что в прошлом в галактике произошло вторичное событие звездообразования. Наблюдательные данные лучше совместимы с предположением, что это событие обусловлено слиянием с небольшим (менее 20% массы первичной галактики) спутником, чем с событием слияния двух галактик приблизительно равных масс.